# Henri Termier
Henri François Émile Termier (* 13. Dezember 1897 in Lyon; † 12. August 1989) war ein französischer Paläontologe und Geologe.

## Leben
Termier, der aus einer Familie von Medizinern und Wissenschaftlern stammt, diente im Ersten Weltkrieg als Artillerieoffizier und erhielt das Croix de guerre. Danach studierte er in Grenoble, war 1923 bis 1925 Assistent an der Universität Montpellier und danach ab 1925 in der geologischen Landesaufnahme von Marokko unter Pierre Despujols, in der er bis 1940 arbeitete. Er nahm eine Region von rund 20.000 Quadratkilometern in Zentralmarokko und dem mittleren Atlas auf, woraus seine Dissertation von 1936 entstand und zwei geologische Karten im Maßstab 1:200.000. 1940 bis 1945 war er Leiter des geologischen Dienstes in Marokko. Er war ab 1945 Professor an der Universität Algier und ab 1955 an der Sorbonne, wo er das Labor für Allgemeine Geologie leitete.
Termier ist vor allem für Forschungen zur Geologie und Paläontologie Marokkos bekannt, wo sein bevorzugtes Gebiet das Tichka-Massif war. 1942 fand er im marokkanischen Atlas Dinosaurierfossilien von Cetiosaurus mogrebiensis aus dem Bathonium.
Er war ab 1942 mit der Paläontologin Geneviève Termier (1917–2005, geborene Delpey) verheiratet, mit der er einen Sohn hatte. Geneviève Termier forschte für das CNRS und beide veröffentlichten zusammen zahlreiche Bücher.
Das Mineral Henritermierit ist nach ihm benannt.
Termier war ein begabter Pianist.

## Schriften
- mit Geneviève Termier: Paleontologie marocaine. 5 Bände, Hermann, Paris ab 1947
- Etudes géologiques sur le Maroc central et le Moyen Atlas septentrional. Notes et mémoires du Service des Mines et carte géologique Maroc, 33, 4 Bände 1936
- mit G. Termier: Géologie et pétrogénèse. Service de la carte géologique de l’Algérie, Algier 1953
- mit Geneviève Termier: Traite de Geologie. 4 Bände, Masson, Paris 1952 bis 1961
- mit Geneviève Termier: L’évolution de la lithosphère. 3 Bände, Masson, Paris 1956 bis 1961
- mit Geneviève Termier: Initiation à la paléontologie. 2 Bände, Colin, Paris 1952
- mit G. Termier: Évolution et biocinèse. Les invertébrés dans l’histoire du monde vivant. Masson 1958
- mit G. Termier: Évolution et paléogéographie. Albin Michel, Paris 1959
- mit G. Termier: Paléontologie stratigraphique. 4 Bände, Masson, Paris 1959, 1960
- mit G. Termier: Biologie et écologie des premiers fossiles. Masson, Paris 1968
- mit G. Termier: Volcanisme et volcans. Monaco 1962
- mit G. Termier: Les temps fossilifères. Band I: Paléozoïque inférieur. Masson 1964
- mit G. Termier: Formation des continents et progression de la vie. 2. Auflage, Masson, 1967
- mit G. Termier: Le Massif granito-dioritique du Tichka. Rabat 1971
- mit G. Termier: Les Animaux prehistoriques. Presses Universitaires de France 1977
- mit G. Termier: Histoire de la Terre. Presses Universitaires de France 1979